# Andrei Dmitrievich Dementiev
Andrei Dmitrievich Dementiev (tiếng Nga: Андрей Дмитриевич Дементьев; 16 tháng 7 năm 1928 – 26 tháng 6 năm 2018) là nhà thơ, nhà báo Nga.

## Tiểu sử
Andrei Dementiev sinh ở Tver. Tốt nghiệp phổ thông năm 1946. Bắt đầu hoạt động văn học từ năm 1948, in thơ ở các báo và tạp chí. Năm 1948 – 1949 học năm thứ nhất ở Đại học Kalinin. Những năm 1948 – 1952 học ở trường viết văn Maxim Gorky.
Andrei Dementiev là cộng tác viên của báo Sự thật Kalinin (những năm 1953 – 1955), trưởng ban đời sống thanh niên của báo Smena (những năm 1955 – 1958). Từ năm 1967 ông sống ở Moskva, biên tập thơ của nhà xuất bản Đội cận vệ trẻ. Biên tập của tạp chí Tuổi trẻ (những năm 1981 – 1992). Những năm 1990 được cử làm đại diện của Đài truyền hình ORT (kênh 1 truyền hình Nga) ở Israel. Năm 2000 bị miễn nhiệm vì những bài thơ đăng ở báo Thanh niên Moskva phê phán những nhà lãnh đạo Nga sau thời cải tổ.
Andrei Dementiev là một trong những nhà thơ nổi tiếng nhất của Nga nửa cuối thế kỷ XX. Ông được tặng giải thưởng của Đoàn thanh niên Komsomol năm 1981, và Giải thưởng Nhà nước Liên Xô năm 1985.

## Tác phẩm
- Лирические стихи. Калинин. 1955
- Родное: Стихи. Калинин. 1958
- Дорога в завтра: поэма о Валентине Гагановой. Калинин. 1960
- Глазами любви: стихи. Калинин. 1962
- Про девочку Марину и про смешную птицу: Стихи. Калинин. 1963
- Солнце в доме: Стихи. М. 1964
- Наедине с совестью: Стихи. М. 1965
- Штрихи большой жизни: М. И. Калинин в родных местах. М. 1965
- Август из Ревеля: рассказы о М. И. Калинине. М. 1970
- Избранная лирика: Стихи. М. 1970
- Боль и радость: Стихи и поэма. М. 1973
- Первый ученик: рассказ о М. И. Калинине. М. 1973
- Рядом ты и любовь. М. 1976
- Азарт. М. 1983.
- Стихотворения. М. 1988.
- Снег в Иерусалиме. М. 1995.
- У судьбы моей на краю. М. 2002.
- Я живу открыто. М. 2003.
- Виражи времени. М. 2004.
- Избранное. М. 2004.
- Нет женщин нелюбимых. М. 2006.
- Новые стихи. М. 2006.

## Một vài bài thơ
| Đừng bao giờ tiếc thương một điều gì Điều xảy ra, thay đổi là không thể Vò nỗi buồn như bức thư ngày cũ Quá khứ này bạn đừng tiếc thương chi. Điều đã xảy ra đừng bao giờ tiếc thương Hoặc cả với điều không bao giờ còn xảy Chỉ mong sao cõi lòng đừng tê tái Hy vọng như chim bay lượn trong hồn. Với số phận mình cũng đừng tiếc thương Ngay cả khi đầy mỉa mai, chua chát… Mặc ai lên cao, mặc ai xuống thấp Đừng tiếc thương, mặc thiên hạ vui buồn. Đừng bao giờ thương tiếc một điều gì Dù bắt đầu muộn hay ra đi quá sớm Dù ai đó chơi đàn rất ấn tượng Nhưng bài ca từ hồn bạn lấy về. Đừng bao giờ thương tiếc một điều gì Không ngày đã mất, không tình đã chết Mặc cho ai đó chơi đàn rất tuyệt Nhưng tuyệt vời hơn là bạn biết nghe! Khi tình ra đi Khi tình ra đi, không về nữa Em hãy chia tay vui vẻ với tình. Vì, em tự do với quá khứ Nhưng không với ký ức của mình. Anh xin em Hãy là người cao thượng Bỏ qua những dối lừa, láu lỉnh. Khi tình ra đi không về Hãy đàng hoàng tiễn biệt tình đi. Em hãy xứng với hạnh phúc ngày cũ Thừa nhận những giận hờn. Ta phải trả nợ cho quá khứ Trong hiện tại của em và anh. Em hãy xứng với tình yêu của mình Dù tình đi, tình đến Vì, cho hạnh phúc của mình Cả hai ta đều đang đứng Bên sự khổ đau Mà cái giá khác nhau. Bài ballad về tình yêu – Em không thể nào sống thiếu anh Từ ngày đầu tiên em đã hiểu… Giống như con ngựa phi nước kiệu Vừa từ dưới vực thoát lên. | – Và em không thể thiếu anh Em đợi chờ bao nhiêu. Mỏi mệt. Giống như giữa trời trắng tuyết Lòng em bỗng gặp cơn giông. Gặp rồi tách, những con đường Nhưng chàng gọi cho nàng khắp mọi chốn Chàng lặng lẽ nói: "Em đừng buồn…" Và nàng nghe ra: "Anh sẽ đến…" Một lần con ngựa phi nhanh Chàng ngã xuống từ con ngựa ấy… – Em không thể nào sống thiếu anh Nàng thì thầm với chàng trong bóng tối. Chàng mê sảng… nhưng sức mạnh của tình Lại trả chàng về cuộc sống Và cái chết khuyên rằng: "Cứ sống!" Tất cả bắt đầu như buổi đầu tiên. – Em không thể nào sống thiếu anh… Chàng mỉm cười có phần mệt mỏi – Thế em có nhớ ngày tuyết ấy Lòng em từng gặp cơn giông? Những bông tuyết bám vào thái dương Và những giọt sương trên khóe mắt… Em không thể nào thiếu anh được Nghĩa là, điều xảy ra, chưa từng. Xin cám ơn, vì em có trên đời Vì giọng nói của mùa xuân tươi mát Như một tin vui tốt đẹp đến đây Trong những phút giây giận hờn, ngờ vực. Xin cám ơn, vì ánh mắt chân thành Vì cái điều mà anh luôn khao khát Trong lòng anh còn đau nỗi đau em Trong lòng anh sức lực em tích góp. Xin cám ơn, vì em có trên đời Xuyên qua mọi dòng thơ và khoảng cách Và những dòng điện nào đang lẩn quất Bỗng nhắc cho anh nhớ – em ở đây. Em ở đây, trên đời, khắp mọi ngả Anh nghe ra giọng nói và tiếng cười. Anh bước vào tình, như điều kỳ lạ Và anh vui trước tất cả mọi người. -----------#------------- Bản dịch của Nguyễn Viết Thắng. |